# Timoradza
Timoradza (allemand : Timoratz) est un village de Slovaquie situé dans la région de Trenčín.

## Histoire
Première mention écrite du village en 1396.

## Démographie

### Évolution de la population
| Année:               | 1994. | 2004.   | 2014.   | 2024.   |
| -------------------- | ----- | ------- | ------- | ------- |
| Nombre de personnes: | 523   | 507     | 529     | 481     |
| Différence:          |       | -3,05 % | +4,33 % | -9,07 % |

| Année:               | 2023. | 2024.   |
| -------------------- | ----- | ------- |
| Nombre de personnes: | 483   | 481     |
| Différence:          |       | -0,41 % |